# قره‌پیریم‌لی (آق‌دام)
قره‌پیریم‌لی (ترکی آذربایجانی: Qarapirimli) یک منطقهٔ مسکونی در جمهوری آرتساخ است که در استان مارتاکرت واقع شده‌است.